# Instinkt
 For alternative betydninger, se Instinkt (flertydig). (Se også artikler, som begynder med Instinkt)
Instinkt eller medfødt opførsel er en levende organismes iboende tilbøjelighed til en bestemt kompleks adfærd. Det enkleste eksempel på instinktiv adfærd er et fast handlingsmønster (engelsk: fixed action pattern eller blot FAP), hvori en meget kort til medium-længde sekvens af handlinger udføres, uden variation, som respons til en tilsvarende klart defineret stimulus. 
Enhver adfærd anses som instinktiv hvis den udøves uden at være baseret på tidligere erfaring (dvs. i fraværet af læring), og derfor er et udtryk for iboende biologiske faktorer. Havskildpadder, der udklækkes på stranden, vil eksempelvis straks instinktivt bevæge sig mod havet. Et pungdyr vil klatre op i sin mors pung hurtigt efter fødslen. Honningbier kommunikerer ved at danse i retning af en fødekilde uden nogen formel instruktion. Blandt andre eksempler er dyrs indbyrdes kampe, dyrs kurtisering af en potentiel mage, interne flugtfunktioner og opbygning af reder. Selvom et instinkt er defineret af dets uforanderlige, iboende karaktertræk, så kan dets udførsel ændres af erfaring; en hund kan eksempelvis forbedre sine evner i kamp ud fra erfaring.
Instinkter er iboende, komplekse adfærdsmønstre, der eksisterer i de fleste artsfæller, og bør skelnes fra reflekser, der er en organismes simple respons på et bestemt stimulus, såsom pupillens sammentrækning som respons på skarpt lys eller underbenets krampagtige bevægelse når der bankes på knæet. Fraværet af viljekapacitet bør ikke forveksles med en manglende evne til at ændre faste handlingsmønstre. For eksempel kan mennesker være i stand til at ændre et stimuleret fast hanslingsmønster ved bevidst at erkende dets aktiveringspunkt og blot vælge at holde op med at udføre det, mens dyr uden en tilpas stor viljekapacitet typisk ikke er i stand til at afbryde deres faste handlingsmønster når først det aktiveres.

## Hos mennesker
Eksistensen af de simpleste instinkter hos mennesker er et stærkt omdiskuteret emne.
1. Medfødt frygt for slanger og edderkopper er blevet set hos seks måneder gamle spædbørn.[2]
2. Barnegråd er et udtryk for instinkt. Barnet har ikke andre måder at sikre sin egen overlevelse i lange perioder af dets opvækst. Moderinstinktet, der reagerer særlig kraftigt som reaktion på barnets gråd, har været velkendt i århundreder. Dets mekanismer er blevet delvist identificeret gennem observationer med funktionel MRI-scanning af moderens hjerne.[3]
3. Flokinstinkt ses hos både menneskebørn og chimpanseunger, men findes tilsyneladende ikke hos unge orangutaner.[4]
4. Det mandlige kønshormon testosteron driver flere instinkter, især seksualitet; herudover også dominans, hvilket ses i form af selvbekræftelse, trangen til at besejre rivaler, til at dominere et hierarki, og til at besvare voldelige signaler hos mænd gennem en svækkelse af empatien.[5] Hos mænd er der blevet fundet et nedsat testosteronniveau efter et barns fødsel, så faderens energi i stedet kan rettes mod omsorg for barnet.[6][7] Usædvanligt højt niveau af testosteron associeres ofte med aggressiv, ulovlig og voldelig adfærd, hvilket er blevet efterprøvet af fængselseksperimenter.[8][9] Mængden af testosteron i mænd øges dramatisk i tilfælde af enhver form for konkurrence.[10]
5. Sarthed og væmmelse hos mennesker menes at være et instinkt, der opstod under menneskets evolution i et forsøg på at beskytte kroppen og undgå infektion af diverse sygdomme.[11]